# Al-Dżib
Al-Dżib (arab. الجيب) – palestyńskie miasto położone w muhafazie Jerozolima, w Autonomii Palestyńskiej. Według danych Palestyńskiego Centralnego Biura Statystycznego z 2016 liczyło 4 933 mieszkańców.